# Утро магов
«Утро магов» — книга Жака Бержье и Луи Повеля, написанная ими в 1960 году и представляющая собой, по мнению Мирча Элиаде, «любопытную смесь популярной науки, оккультизма, астрологии, научной фантастики и техники спиритуализма».

## Издание и его история
Книга была впервые опубликована в 1960 году, перевод на английский язык в 1963 году вышел под заглавием The Morning of the Magicians, немецкоязычное издание, вышедшее в свет в ФРГ, называлось иначе — «Отправление в третье тысячелетие» (Aufbruch ins dritte Jahrtausend). Сочинение явило собой одно из первых изданий, повествующих об явлениях из мира оккультной тематики в популистском ключе, а потому ставшее крайне популярным; повлекла за собой множество изданий других сочинений, раскрывающих и продолжающих подобную тематику.

## Содержание
Авторы представили национал-социалистическую элиту как орден чёрных магов, инициированных и контролируемых тайными обществами (Общество Туле или Общество Врил). В частности, СС и Аненербе были описаны как «религиозный орден», чьи «монахи» получали оккультное посвящение в замках СС, выполняя тёмные магические ритуалы. Авторы также выдвинули идею «эзотерического национал-социализма» или «магического социализма». Они включили в свою книгу такие эзотерические организации, как Герметический орден «Золотая заря» и Теософское общество. Посредством своих оккультных связей инициированные германские элиты якобы поддерживали связи с тибетскими ламами и восточными мифическими царствами Агарти и Шамбала. В книге упоминается «нацистская наука», описанная как смесь иррациональной магии и футуристических технологий, которые превратились в главный топос в массовой культуре.
Обсуждаются проблемы современного научного подхода, методы научного и интуитивного познания. Делаются попытки осмыслить мистические и оккультные практики, тайны человеческого мозга. Описывая странные и непонятные научному миру явления, авторы акцентируют внимание на возможности научного объяснения этих явлений в настоящем, прошлом или будущем. В свете научных изысканий данной книги национал-социализм представляется как иная форма восприятия и объяснения окружающего мира, основанная на течениях неоязычества конца XIX — начала XX века. Исходя из этого, даётся новое понимание причин и следствий Второй мировой войны.

## Влияние
Книга оказала сильное влияние на советского учёного и писателя-фантаста И. А. Ефремова.